# 邢连华
邢连华（1956年3月—），男，漢族，河北青縣人，中华人民共和国政治人物。在職大學學歷。

## 生平
1974年12月從軍，1978年7月加入中國共產黨。1979年退伍後到天津罐頭廠當工人，此後成為工廠領導幹部，並被任命為天津實發集團總經理。2003年，他轉往天津市一輕集團有限公司任職。2012年，一輕集團改組為天津渤海輕工集團有限公司，他也在此時升任董事長職位。2014年，天津渤海輕工集團有限公司與天津市二輕集團有限公司合併成為天津渤海輕工投資集團有限公司，他也當上公司黨委書記兼董事長。2018年，獲選為天津市人民代表大會財政經濟委員會副主任委員。2019年3月退休。
2020年5月9日，天津市紀委監委宣布邢連華涉嫌嚴重違紀違法，正在接受紀律審查和監察調查。